# Гфёль
Гфёль (нем. Gföhl) — город в Австрии, в федеральной земле Нижняя Австрия.
Входит в состав округа Кремс-Ланд. Население — около 3,8 тыс. человек. Занимает площадь 80,75 км². Официальный код — 31311.

## Политическая ситуация
Бургомистр коммуны — Карл Зимлингер (АНП) по результатам выборов 2005 года.
Совет представителей коммуны (нем. Gemeinderat) состоит из 23 мест.
- АНП занимает 13 мест.
- СДПА занимает 10 мест.